# 格罗娅·萨莫维尔
格罗娅·萨莫维尔（英語：Gronya Somerville，1995年5月10日—），中文名康荣雅，澳洲女子羽毛球運動員。

## 簡歷
格罗娅·萨莫维尔从12岁开始打羽毛球，不久便因出色的表現入选國家隊。
她小學時就上過電視當過模特，2011年在「紅樓夢人物全球大選」中被評選為「警幻仙姑」。2012年5月，萨莫维尔代表澳洲到中國武漢參加優霸盃，因中西混血面孔和突出的美貌，惹來當地傳媒爭相報導。
2013年8月，萨莫维尔參加中國廣州舉行的世界羽毛球錦標賽，與杰奎琳·关出戰女子雙打項目。她們在首圈輪空，但在第二圈就以0比2（5-21、5-21）不敵中國的马晋/汤金华出局。

## 個人生活
萨莫维尔是混血儿，父親是中国人，母親是爱尔兰人；自稱为清末维新派代表人物康有为的玄外孙女、麦仲华和康同薇的曾孫女。父親在她3岁时就去世了，她只能从历史书和妈妈的讲述中了解到自己身世背景。

## 主要比賽成績
只列出曾進入準決賽的國際賽事成績：
| 年份   | 賽事                         | 公開賽級別 | 項目     | 拍檔                  | 成績   |
| ------ | ---------------------------- | ---------- | -------- | --------------------- | ------ |
| 2013年 | 大溪地羽毛球國際挑戰賽       | 國際挑戰賽 | 女子雙打 | 杰奎琳·关             | 準決賽 |
| 2014年 | 大洋洲羽毛球錦標賽           | 其他       | 混合團體 | －                    | 冠軍   |
| 2014年 | 大洋洲羽毛球錦標賽           | 其他       | 女子雙打 | 杰奎琳·关             | 冠軍   |
| 2014年 | 大洋洲羽毛球錦標賽           | 其他       | 混合雙打 | 譚家豪                | 準決賽 |
| 2014年 | 奧克蘭羽毛球國際賽           | 國際系列賽 | 女子雙打 | 周玉蓮                | 亞軍   |
| 2014年 | 奧克蘭羽毛球國際賽           | 國際系列賽 | 混合雙打 | Daniel Guda           | 準決賽 |
| 2015年 | 大洋洲羽毛球錦標賽           | 其他       | 女子雙打 | 周玉蓮                | 冠軍   |
| 2015年 | 大洋洲羽毛球錦標賽           | 其他       | 混合雙打 | 曹善凱                | 準決賽 |
| 2015年 | 懷卡托羽毛球國際賽           | 未來系列賽 | 女子雙打 | 塞特亚纳·玛帕萨       | 冠軍   |
| 2015年 | 懷卡托羽毛球國際賽           | 未來系列賽 | 混合雙打 | 曹善凱                | 亞軍   |
| 2015年 | 奧克蘭羽毛球國際賽           | 國際系列賽 | 女子雙打 | 塞特亚纳·玛帕萨       | 冠軍   |
| 2015年 | 瑪利拜朗羽毛球國際賽         | 國際系列賽 | 女子雙打 | 塞特亚纳·玛帕萨       | 冠軍   |
| 2015年 | 瑪利拜朗羽毛球國際賽         | 國際系列賽 | 混合雙打 | 曹善凱                | 準決賽 |
| 2015年 | 雪梨羽毛球國際賽             | 國際挑戰賽 | 女子雙打 | 塞特亚纳·玛帕萨       | 亞軍   |
| 2015年 | 雪梨羽毛球國際賽             | 國際挑戰賽 | 混合雙打 | 曹善凱                | 準決賽 |
| 2015年 | 挪威羽毛球國際賽             | 國際系列賽 | 女子雙打 | 塞特亚纳·玛帕萨       | 冠軍   |
| 2015年 | 意大利羽毛球國際賽           | 國際挑戰賽 | 女子雙打 | 塞特亚纳·玛帕萨       | 亞軍   |
| 2015年 | 土耳其梅爾辛羽毛球國際賽     | 國際挑戰賽 | 女子雙打 | 塞特亚纳·玛帕萨       | 準決賽 |
| 2015年 | 土耳其梅爾辛羽毛球國際賽     | 國際挑戰賽 | 混合雙打 | 曹善凱                | 亞軍   |
| 2016年 | 大洋洲羽毛球混合團體錦標賽   | 其他       | 混合團體 | －                    | 冠軍   |
| 2016年 | 大洋洲羽毛球男女子團體錦標賽 | 其他       | 女子團體 | －                    | 冠軍   |
| 2016年 | 巴西羽毛球國際賽             | 國際系列賽 | 女子雙打 | 塞特亚纳·玛帕萨       | 亞軍   |
| 2016年 | 紐西蘭羽毛球黃金大獎賽       | 黃金大獎賽 | 女子雙打 | 塞特亚纳·玛帕萨       | 準決賽 |
| 2016年 | 大洋洲羽毛球錦標賽           | 其他       | 女子雙打 | Melinda Sun           | 亞軍   |
| 2016年 | 加拿大羽毛球大獎賽           | 大獎賽     | 女子雙打 | 塞特亚纳·玛帕萨       | 冠軍   |
| 2016年 | 荷蘭羽毛球大獎賽             | 大獎賽     | 女子雙打 | 塞特亚纳·玛帕萨       | 冠軍   |
| 2017年 | 努美阿羽毛球國際賽           | 國際系列賽 | 女子雙打 | 塞特亚纳·玛帕萨       | 冠軍   |
| 2017年 | 大洋洲羽毛球錦標賽           | 其他       | 女子雙打 | 塞特亚纳·玛帕萨       | 冠軍   |
| 2017年 | 大洋洲羽毛球錦標賽           | 其他       | 混合雙打 | Joel Findlay          | 亞軍   |
| 2018年 | 大洋洲羽毛球男女子團體錦標賽 | 其他       | 女子團體 | －                    | 冠軍   |
| 2018年 | 大洋洲羽毛球錦標賽           | 其他       | 女子雙打 | 塞特亚纳·玛帕萨       | 冠軍   |
| 2018年 | 英聯邦運動會羽毛球比賽       | 其他       | 女子雙打 | 塞特亚纳·玛帕萨       | 第四名 |
| 2018年 | 南澳洲羽毛球國際賽           | 國際挑戰賽 | 女子雙打 | 鍾慧琪                | 準決賽 |
| 2019年 | 大洋洲羽毛球錦標賽           | 其他       | 女子雙打 | 塞特亚纳·玛帕萨       | 冠軍   |
| 2019年 | 大洋洲羽毛球錦標賽           | 其他       | 混合雙打 | 梁永亨                | 冠軍   |
| 2019年 | 大洋洲羽毛球混合團體錦標賽   | 其他       | 混合團體 | －                    | 冠軍   |
| 2019年 | 懷卡托羽毛球國際賽           | 國際系列賽 | 女子雙打 | 塞特亚纳·玛帕萨       | 準決賽 |
| 2019年 | 懷卡托羽毛球國際賽           | 國際系列賽 | 混合雙打 | 梁永亨                | 亞軍   |
| 2019年 | 加拿大羽毛球公開賽           | 超級100賽  | 女子雙打 | 塞特亚纳·玛帕萨       | 冠軍   |
| 2019年 | 南澳洲羽毛球國際賽           | 國際挑戰賽 | 女子雙打 | 塞特亚纳·玛帕萨       | 亞軍   |
| 2019年 | 尼泊爾羽毛球國際挑戰賽       | 國際挑戰賽 | 女子雙打 | 塞特亚纳·玛帕萨       | 冠軍   |
| 2019年 | 美國羽毛球國際挑戰賽         | 國際挑戰賽 | 女子雙打 | 塞特亞納·瑪帕薩       | 冠軍   |
| 2020年 | 大洋洲羽毛球錦標賽           | 其他       | 女子雙打 | 塞特亞納·瑪帕薩       | 冠軍   |
| 2020年 | 大洋洲羽毛球錦標賽           | 其他       | 混合雙打 | 梁永亨                | 冠軍   |
| 2020年 | 大洋洲羽毛球男女子團體錦標賽 | 其他       | 女子團體 | －                    | 冠軍   |
| 2021年 | 愛爾蘭羽毛球公開賽           | 國際挑戰賽 | 女子雙打 | 陳煊渝                | 亞軍   |
| 2021年 | 威爾斯羽毛球國際賽           | 國際挑戰賽 | 女子雙打 | 陳煊渝                | 準決賽 |
| 2022年 | 大洋洲羽毛球錦標賽           | 其他       | 女子雙打 | Kaitlyn Ea            | 亞軍   |
| 2022年 | 大洋洲羽毛球錦標賽           | 其他       | 混合雙打 | Kenneth Zhe Hooi Choo | 冠軍   |
| 2022年 | 北港羽毛球國際賽             | 國際挑戰賽 | 女子雙打 | 陳煊渝                | 亞軍   |
| 2023年 | 大洋洲羽毛球錦標賽           | 其他       | 女子雙打 | 鍾慧琪                | 季軍   |
| 2023年 | 大洋洲羽毛球錦標賽           | 其他       | 混合雙打 | Kenneth Zhe Hooi Choo | 冠軍   |
| 2023年 | 大洋洲羽毛球混合團體錦標賽   | 其他       | 混合團體 | －                    | 冠軍   |
| 2023年 | 荷蘭羽毛球國際賽             | 國際系列賽 | 混合雙打 | Kenneth Zhe Hooi Choo | 冠軍   |
| 2023年 | 蒙古國羽毛球國際挑戰賽       | 國際挑戰賽 | 混合雙打 | Kenneth Zhe Hooi Choo | 冠軍   |
| 2023年 | 危地馬拉羽毛球國際挑戰賽     | 國際挑戰賽 | 混合雙打 | Kenneth Zhe Hooi Choo | 準決賽 |
| 2023年 | 秘魯羽毛球國際挑戰賽         | 國際挑戰賽 | 女子雙打 | Kaitlyn Ea            | 準決賽 |
| 2023年 | 秘魯羽毛球國際挑戰賽         | 國際挑戰賽 | 混合雙打 | Kenneth Zhe Hooi Choo | 準決賽 |
| 2023年 | 本迪戈羽毛球國際賽           | 國際挑戰賽 | 混合雙打 | Kenneth Zhe Hooi Choo | 亞軍   |
| 2023年 | 雪梨羽毛球國際賽             | 國際系列賽 | 混合雙打 | Kenneth Zhe Hooi Choo | 亞軍   |
| 2024年 | 大洋洲羽毛球錦標賽           | 其他       | 女子雙打 | Kaitlyn Ea            | 亞軍   |
| 2024年 | 大洋洲羽毛球錦標賽           | 其他       | 混合雙打 | Kenneth Zhe Hooi Choo | 冠軍   |
| 2024年 | 大洋洲羽毛球男女子團體錦標賽 | 其他       | 女子團體 | －                    | 冠軍   |
| 2024年 | 烏干達羽毛球國際挑戰賽       | 國際挑戰賽 | 混合雙打 | Kanneth Zhe Hooi Choo | 亞軍   |
| 2024年 | 哈薩克羽毛球國際挑戰賽       | 國際挑戰賽 | 女子雙打 | 何羨儒                | 準決賽 |
| 2024年 | 本迪戈羽毛球國際賽           | 國際挑戰賽 | 混合雙打 | Edward Lau            | 準決賽 |
| 2024年 | 雪梨羽毛球國際賽             | 國際挑戰賽 | 女子雙打 | 清水望                | 準決賽 |
| 2025年 | 大洋洲羽毛球混合團體錦標賽   | 其他       | 混合團體 | －                    | 冠軍   |
| 2025年 | 大洋洲羽毛球錦標賽           | 其他       | 女子雙打 | 于亚杰                | 冠軍   |
| 2025年 | 大洋洲羽毛球錦標賽           | 其他       | 混合雙打 | Vincent Tao           | 冠軍   |
| 2025年 | 波蘭羽毛球公開賽             | 國際挑戰賽 | 女子雙打 | 于亚杰                | 亞軍   |

| 2007-2017年 | 首要超級賽 | 超級賽 | 黃金大獎賽 | 大獎賽 | 國際挑戰賽 | 國際系列賽 | 未來系列賽 | 其他 |

| 2018-2026年 | 總決賽 | 超級1000賽 | 超級750賽 | 超級500賽 | 超級300賽 | 超級100賽 | 國際挑戰賽 | 國際系列賽 | 未來系列賽 | 其他 |

### 奧運會和世錦賽參賽紀錄
|          | 搭檔            | 2013 | 2014 | 2015 | 2016 | 2017  | 2018 | 2019 | 2020       | 2021 | 2023 |
| -------- | --------------- | ---- | ---- | ---- | ---- | ----- | ---- | ---- | ---------- | ---- | ---- |
| 女子雙打 | 杰奎琳·关       | 32強 | 32強 | －   | －   | －    | －   | －   | －         | －   | －   |
| 女子雙打 | 塞特亚纳·玛帕萨 | －   | －   | －   | －   | 64強1 | －   | 32強 | 小組第四名 | －   | －   |
| 女子雙打 | Katelyn Ea      | －   | －   | －   | －   | －    | －   | －   | －         | －   | 64強 |
|          |                 |      |      |      |      |       |      |      |            |      |      |
| 混合雙打 | 譚家豪          | －   | 48強 | －   | －   | －    | －   | －   | －         | －   | －   |
| 混合雙打 | 梁永亨          | －   | －   | －   | －   | －    | －   | 32強 | 小組第四名 | 64強 | －   |
| 混合雙打 | Kenneth Choo    | －   | －   | －   | －   | －    | －   | －   | －         | －   | 64強 |

1 賽前退賽

## 外部連結
- 格罗娅·萨莫维尔的Instagram帳戶
- 康荣雅GronyaSomerville的新浪微博